# عزلة بلاد الرقود (الحديدة)

تعديل مصدري - تعديل

عزلة بلاد الرقود هي إحدى عزل مديرية زبيد في محافظة الحديدة اليمنية ويبلغ تعداد سكانها 9963 نسمة حسب التعداد السكاني في اليمن لعام 2004. ومن ابرز الشخصيات البارزة من ابناء بلاد الرقود في وقتنا الحالي هو الإعلامي مهند مكرم المعروف بـ النجم التهامي 

## روابط خارجية
- الجهاز المركزي للإحصاء بالجمهورية اليمنية
- المركز الوطني للمعلومات باليمن
- World Gazetteer:Yemen
- الدليل الشامل